# ضأن أزرق
الضأن الأزرق أو البهارال (Pseudois nayaur) هو حيوان من الوعليات، موطنه الأصلي في جبال الهيمالايا المرتفعة. إنه العضو الوحيد من جنس الضأن الزائف (Pseudois). يظهر في الهند وبوتان والصين (في قانسو ونينغشيا وسيشوان والتبت ومنغوليا الداخلية) وميانمار ونيبال وباكستان.  جبال هيلان في نينغشيا لها أعلى نسبة تركيز الضأن الأزرق في العالم، حيث يبلغ عددها 15 ضأنًا أزرقًا لكل كيلومتر مربع و 30000 إجمالاً.
تتضمن أسماؤها الأصلية يانيانغ (岩羊) بالماندرينية، و بهارال أو بارهال أو بهارار أو بهاروت بالهندية، نا أو سنا في بالتبتية واللداخية، نابو بلغة أهل سبيتي [الإنجليزية]، ناور بالنيبالية ونا أو گناو بلغة أهل بوتان.  كان الضأن الأزرق أيضًا محور رحلة جورج شالر وبيتر ماتيسن إلى نيبال في عام 1973. تم توثيق تجاربهم الشخصية بشكل جيد من قبل ماتيسن في كتابه The Snow Leopard (تعني نمر الثلوج). الضأن الأزرق هو فريسة رئيسية لنمر الثلوج .

## وصف
الضأن الأزرق متوسط الحجم يتراوح من 115 إلى 165 سم على طول الرأس والجسم، وذيل من 10 إلى 20 سم. طولها عند الوقوف من 69 إلى 91 سم. يمكن أن تتراوح كتلة الجسم من 35 إلى 75 كغ. الذكور أكبر قليلاً من الإناث. الشعر الكثيف لونه رمادي مزرق. الأجزاء السفلية وظهرا الأرجل بيضاء، في حين أن الصدر ومقدمة الأرجل سوداء. يفصل بين الظهر الرمادي والبطن الأبيض شريط بلون الفحم. الأذنان صغيرتان وجسر الأنف داكن اللون. كلا الجنسين لهما قرنان على السطح العلوي. عند الذكور، ينموان إلى الأعلى، ثم ينعطفان جانبًا وينحنيان للخلف، ويبدو إلى حد ما مثل الشارب المقلوب. قد يصل طولهما إلى 80 سم. عند الإناث، يكون القرنان أقصر بكثير وأكثر استقامة، حيث يصل طولهما إلى 20 سم.  